# Didier Ratsiraka
Admiral Didier Ratsiraka (4. studenoga 1936.), predsjednik države Madagaskar od 1975. do 1993. i od 1997. do 2002. godine.
Bio je ministar vanjskih poslova od 1972. do 1975. godine. Na vlast je došao vojnim pučem.
Na izborima 1992. godine poražen je od strane oporbenog vođe Alberta Zafyja, te je odstupio 27. ožujka 1993. godine. Kada je predsjednik Zafy opozvan s dužnosti 1996. godine, Ratsiraka se vratio na političku scenu kao kandidat stranke AREMA na predsjedničkim izborima krajem 1996., na kojima početkom 1997. pobjeđuje u drugom krugu. Predsjedništvo preuzima 9. veljače 1997.
Na predsjedničkim izborima 2002. godine prelazi prvi krug kao kandidat s 40 % glasova, iza Marca Ravalomanane koji osvaja 46 % glasova. Nastao je spor jer je Ravalomanana tvrdio da je osvojio više od 50 % glasova, pa drugi krug, zbog nastalih sukoba, nije ni održan. Ravalomanana se 22. veljače 2002. proglasio predsjednikom, a dvije su vlade započele borbu za vlast u kojoj je, tijekom nekoliko sljedećih mjeseci, prevlast stekao Ravalomanana. Potonji je ostao predsjednik do 2009., kada ga je na toj dužnosti naslijedio Andry Rajoelina, također pučist.